# Africa orientale
L'Africa orientale è la regione africana geograficamente più estesa a est. Politicamente essa è anche una macroregione come definita dalle Nazioni Unite.

## Composizione politica

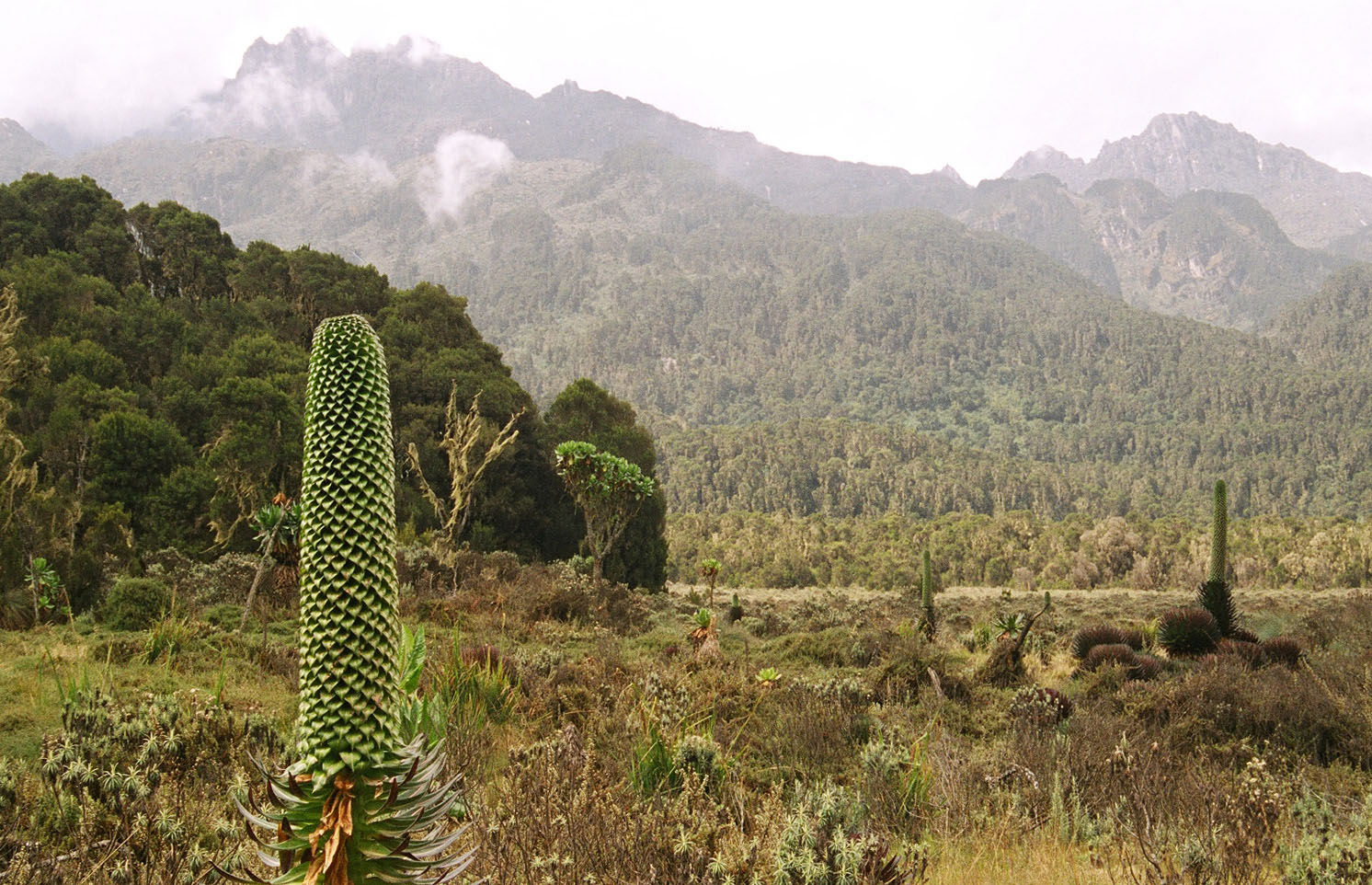
Rift Valley

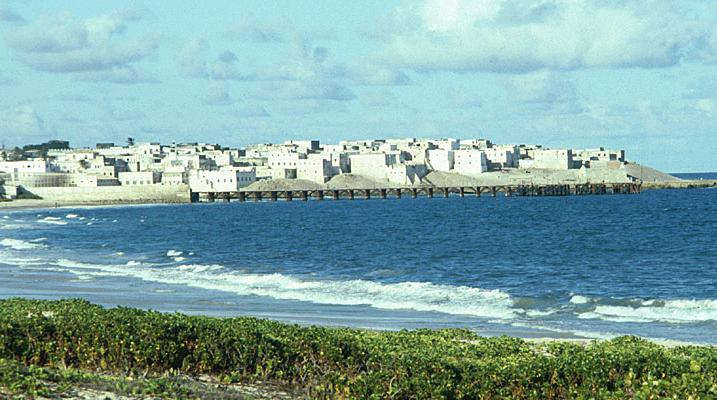
Somalia (Corno d'Africa)

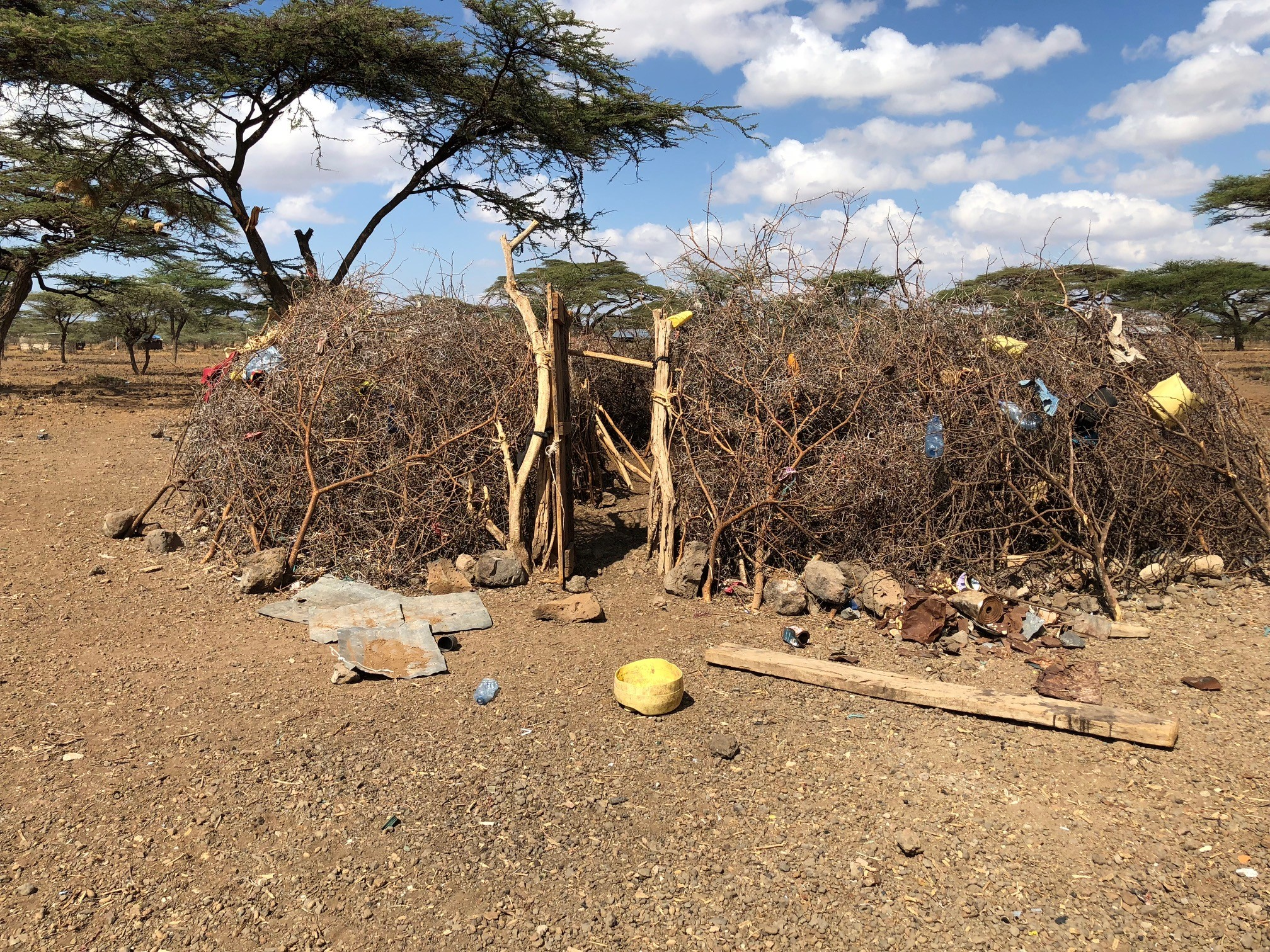
Kenya (savana)

L'Africa orientale è politicamente ricompresa nelle sovranità dei seguenti Paesi:
- Burundi
- Comore
- Eritrea
- Etiopia
- Francia (tramite i dipartimenti d'oltremare di Mayotte e della Riunione)
- Gibuti
- Kenya
- Madagascar
- Malawi
- Mauritius
- Mozambico
- Ruanda
- Seychelles
- Somalia
- Sudan
- Sudan del Sud
- Tanzania
- Uganda
- Zambia
- Zimbabwe

### Annotazioni
- Burundi, Ruanda, Sudan del Sud, Kenya, Tanzania, e Uganda sono anche membri dell'East African Community (EAC)
- Mozambico e Madagascar a volte sono considerati facenti parte dell'Africa meridionale
- Burundi e Ruanda sono considerati a volte facenti parte dell'Africa centrale
- Comore, Mauritius, e Seychelles sono piccoli stati-isola nell'Oceano Indiano
- Geograficamente anche Egitto e Sudan sono a volte inseriti nell'Africa orientale.
- Etiopia, Eritrea, Somalia, Gibuti, Kenya, Uganda, Sudan del Sud sono anche membri dell'Autorità intergovernativa per lo sviluppo (IGAD)

## Storia

### Preistoria
L'Africa orientale è la regione del mondo dove si ritiene sia nata la specie umana. 
Nella valle del Rift, in Etiopia, sono stati scoperti resti di ominidi risalenti a oltre 4 milioni di anni fa, e nella regione etiope di Afar fu ritrovato lo scheletro di Australopithecus afarensis detto Lucy, risalente a 3,2 milioni di anni fa., mentre nella gola di Olduvai, in Tanzania, sono stati trovati importanti resti di ominidi risalenti a 2 milioni di anni fa.
L'Etiopia è considerata tra i più probabili luoghi dove hanno avuto origine gli esseri umani anatomicamente moderni (Homo sapiens), da cui si sarebbero diffusi in Medio Oriente e nel resto del mondo, in questa regione sono stati rinvenuti resti di Homo sapiens risalenti a 200'000 anni fa.
Da allora, molte culture preistoriche sono sorte nel corso dei millenni in Africa orientale, dedite alla caccia e alla raccolta, come i pigmei di etnia batwa delle regioni più interne coperte da foreste equatoriali, o i khoisan degli altopiani e delle regioni costiere dell'Oceano Indiano. Iscrizioni egiziane del II millennio a.C. attestano contatti tra i pigmei, chiamati danzatori degli dei, e la civiltà egizia, indicando che questa etnia fosse estesa in passato in regioni molto più a nord di quelle attuali, fino forse al basso Nilo, e una lettera risalente all'Antico Regno attestava la cattura di un "nano" proveniente dalla "terra degli spiriti" (cioè da sud).
Nel III-II millennio a.C. ondate migratorie di pastori cusciti provenienti dall'alto Nilo diffusero verso sud in tutta l'Africa orientale l'allevamento di bovini, e probabilmente la coltivazione del sorgo e dei legumi. A quest'epoca risalgono anche le ondate migratorie di popoli di etnia bantu, dalle coste del golfo di Guinea verso sud e verso est fino alla regione dei Grandi Laghi, da cui nel VII secolo a.C. una seconda ondata migratoria diffuse in tutta l'Africa orientale l'agricoltura e l'uso del ferro. A quest'epoca si fa risalire la nascita della maggior parte delle attuali etnie africane, come i bahutu, che avrebbero gradualmente scacciato, nel corso di tutto il primo millennio d.C., i cacciatori-raccoglitori pigmei batwa verso le regioni più interne e i khoisan verso gli altopiani meridionali, per trasformare le aree più fertili in terreni coltivati, pur mantenendo una struttura sociale di tipo tribale, senza cioè stabilire entità statuali di grandi dimensioni.
Fa eccezione a questo riguardo la regione dell'alto Nilo, nell'attuale Etiopia settentrionale, dove è attestato dall'VIII secolo a.C. un regno conosciuto come D'mt, la cui capitale era nei pressi dell'attuale Yeha, in Etiopia, la cui genesi fu dovuta probabilmente all'incontro tra popolazioni cuscitiche (Agau) e semitiche (Sabei), anche se i contatti tra cusciti e semiti nella regione risalgono già al 2000 a.C., come attesta la genesi della semitica lingua ge'ez di Etiopia ed Eritrea.
Le migrazioni di pastori nomadi cusciti dal nord proseguirono anche dopo la sedentarizzazione dei bantu, e i due gruppi sociali talora convissero nelle stesse zone, come nel caso dei nomadi bahima, talaltra si integrarono tra loro, come nel caso del cuscita regno di Kitara (entrambi nell'attuale Uganda). L'ultima migrazione dei bantu avvenne, nell'VIII secolo d.C., dalla regione meridionale dello Zambesi.

### Antichità

#### Contatti con l'Impero romano
Nell'altopiano etiope la civiltà D'mt terminò nel IV secolo a.C., frammentandosi in piccole entità, dalle quali emerse nel I secolo d.C. il Regno di Axum, con capitale Mazabe, che si estese nella regione africana e anche al di là del Mar Rosso, nell'attuale Yemen,, per diventare, nel III secolo d.C., una potenza regionale. Nel 316 giunsero in Africa orientale i primi missionari cristiani, Frumenzio e Edesio, due mercanti di Tiro fatti prigionieri dai nativi e condotti come schiavi alla corte del re Ezanà, che convertirono al cristianesimo. Frumenzio divenne il primo vescovo di Axum, che fu il secondo regno del mondo, dopo l'Armenia, ad adottare il cristianesimo, come attesta una moneta datata 324 d.C.

#### Contatti con l'Islam
Nel 614 d.C., ancor prima dell'Egira, il re di Axum Aṣḥama ibn Abjar diede rifugio alla comunità di Maometto perseguitata dagli Arabi meccani, e successivamente, al tempo della spedizione di Zayd ibn Haritha, il profeta Maometto inviò al negus Aṣḥama il compagno Amr bin Umayyah al-Damri con una lettera, invitandolo a seguire il suo messaggio e credere in Allah, ma senza successo.
Tuttavia con l'espansione islamica del VII secolo d.C., gli Arabi stabilirono basi coloniali lungo le coste dell'Africa orientale, a partire dall'isola di Zanzibar, al largo dell'attuale Tanzania, che si rifornivano dalle regioni africane interne di oro, avorio e schiavi, e li rivendevano alla madrepatria, diventando gradualmente molto ricche, finché attorno al 970 la regina Gudit, ebrea o pagana secondo le fonti, invase il regno di Axum, distruggendovi tutti i luoghi di culto cristiani.
A partire dal XII secolo le prime colonie arabe si espansero lungo tutta la costa dell'Africa orientale, dando luogo alla cultura e lingua swahili, risultante dalla fusione di elementi arabi e bantu, che si diffuse anche verso l'interno come lingua franca. Le colonie arabe in Africa orientale commerciavano nei secoli XIII-XV fino all'India e alla Cina. Il geografo arabo Ibn Battuta descrive l'opulenza della città insulare di Kilwa, al largo della Tanzania. In questo periodo, i bantu dell'entroterra erano dediti in maggioranza all'agricoltura, ma si sviluppò anche un ceto che fungeva da intermediari con gli Arabi delle colonie costiere. 
Presso il basso Zambesi, in particolare, nell'attuale Zimbabwe, si venne a stabilire, basandosi sulle relazioni privilegiate con gli Arabi, un vero e proprio impero tra il X secolo e il XV secolo, come testimoniato dalle rovine della città di Zimbabwe.
Nel XIV secolo un'altra ondata migratoria cuscita portò alla nascita del popolo dei Batutsi (o vatussi), cacciatori e allevatori di bovini, ma anche abili guerrieri, che nel corso del XV secolo assoggettarono i bantu stanziali Bahutu, costituendovi dei piccoli regni con una struttura gerarchica ai cui vertici vi era un re guerriero, come il regno del Ruanda comandato dal clan tutsi dei Nighinya, nell'attuale Ruanda, o il regno di Bunyoro, nell'attuale Uganda, che assoggettò il pacifico e più antico regno di Kitara. In altri casi, come nel Kenya, furono i bantu stanziali Kikuyu ad avere la meglio sui nomadi cusciti, scacciati dalle fertili pianure costiere verso gli aridi altipiani interni.

### Età moderna

#### Contatti con gli europei
A partire dall'esplorazione di Vasco de Gama del 1498, che per la prima volta superò il Capo di Buona Speranza raggiungendo l'Oceano Indiano, la costa dell'Africa orientale fu raggiunta anche dai mercanti portoghesi, che insediarono delle colonie lungo le coste dell'attuale Mozambico, e contesero agli Arabi quelle lungo le coste dell'attuale Tanzania, mentre le coste degli attuali Kenya e Somalia rimasero sempre in mano rispettivamente agli Arabi e ai Somali.
Nel regno di Axum la dinastia Salomonide, ivi stabilitasi dal 1270, cercò di stringere degli accordi diplomatici con i regni europei, per fare fronte comune contro l'islamico sultanato di Adal, nell'attuale Somalia. Il negus Yeshaq I stabilì per primo relazioni diplomatiche, col re spagnolo Alfonso V d'Aragona, ma fu solo il negus Davide II, nel XVI secolo, che strinse un vero accordo col Regno del Portogallo, consentendo a suo figlio Claudio di sconfiggere il potente imam Ahmad ibn Ibrahim al-Ghazi del Sultanato di Adal giovandosi del sostegno di 400 soldati portoghesi armati, nonostante un analogo appoggio ottomano al sultano somalo.
Nel 1624, tuttavia, in seguito alla decisione del negus Susenyos di ammettere i missionari missionari gesuiti nel regno, per convertire la popolazione al cattolicesimo, vi furono rivolte che causarono migliaia di morti, cui mise fine il suo successore Fāsiladas nel 1632 dichiarando il cristianesimo ortodosso religione di Stato ed espellendo i missionari e gli altri europei.
Mentre Portoghesi e Arabi si contendevano le coste dell'Africa orientale, nell'entroterra si erano formati molti piccoli feudi, retti dalla nobiltà guerriera tutsi, in rapporto di vassallaggio dai più potenti tra loro, che praticavano razzie nella regione e vendevano l'avorio e i prigionieri di guerra alle colonie costiere. Nel XVIII secolo il più potente tra questi divenne il Buganda, dopo aver assoggettato il Bunyoro. Questi due regni, assieme a quelli di Ankole, Toro e Busoga, furono il nucleo dell'attuale Uganda meridionale, mentre i cusciti nella regione dell'alto Nilo erano ancora allevatori nomadi. Il re del Buganda, detto kabaka, commerciando con gli Arabi della costa ne apprese l'islam e la lingua swahili, che si diffusero così verso l'entroterra. Negli stessi anni, circa nel 1680, da un ramo cadetto della nobiltà tutsi del Ruanda fu fondato il limitrofo Burundi, il cui re, detto mwami, riscuoteva i tributi dagli agricoltori e allevatori del circondario in base a un privilegio di tipo feudale. Nel XVII secolo giunsero in Africa orientale anche i cusciti Masai, tuttavia non riuscirono più a sottomettere i potenti agricoltori bantu Kikuyu abitatori della costa, né a scalzare gli intermediari kamba dal monopolio dei commerci con gli Arabi e i Portoghesi, restando cacciatori e allevatori nomadi nell'altopiano interno dell'attuale Kenya.
Nel XVIII secolo il sultano arabo dell'Oman, sfruttando la diffusione dell'islam tra i popoli indigeni della Tanzania, ne ottenne l'appoggio contro i Portoghesi e riconquistò le coste della Tanzania e l'isola di Zanzibar, dove nel 1840 trasferì la capitale del sultanato, quale avamposto di una Reconquista araba dell'Africa orientale finalizzata a detenere il monopolio del commercio degli schiavi, destinati alle regioni asiatiche dell'Estremo Oriente, di cui l'isola era il terminale (analogamente al ruolo del fiume Gambia e di Dakar nell'Africa occidentale). Zanzibar divenne anche un centro di coltivazione dei chiodi di garofano e del commercio delle spezie, e di diffusione della cultura swahili.

### Età contemporanea

#### La corsa all'Africa
Nel XIX secolo l'impero britannico, che aveva già un protettorato nell'Egitto e nel Sudan, strinse anche rapporti con il negus dell'Etiopia, che tornò in auge, pur restando indipendente. Inoltre, con l'obiettivo di controllare l'accesso al mar Rosso e quindi il passaggio verso lo strategico canale di Suez (1869), i britannici, che già controllavano la colonia di Aden nello Yemen del Sud, acquisirono anche una striscia di terra nell'Africa orientale, il Somaliland britannico. Anche i Francesi ebbero il loro avamposto strategico sulla via dell'Indocina, nella piccola colonia di Gibuti, mentre il sud della Somalia divenne la Somalia italiana. I Britannici strinsero anche rapporti col sultanato di Zanzibar, importante centro per il commercio delle spezie nell'Oceano Indiano, oltre al controllo delle isole Seychelles e Mauritius. I Francesi, invece, controllavano nell'Oceano Indiano la grande isola del Madagascar ed altre isole minori come Reunion e le Comore.
A partire dalle colonie costiere, nella seconda metà del XIX secolo, i Britannici inviarono esploratori nelle aree interne dell'Africa orientale, come Richard Burton e John Speke nel 1857, David Livingstone nel 1866, Henry Morton Stanley nel 1871, e strinsero accordi commerciali e di protezione con i regni della regione dei Grandi Laghi, come il Buganda. A sud, invece, mentre i Portoghesi controllavano il Mozambico, i Britannici crearono un protettorato nella zona occidentale del lago Malawi, nell'attuale Stato del Malawi. Dal 1871 anche l'Impero tedesco entrò in competizione con le altre potenze europee nella corsa all'Africa, inviando l'esploratore Karl Peters nel 1884, installando basi coloniali lungo le coste del Tanganica (attuale Tanzania continentale), e stringendo accordi di protezione con i regni del Ruanda e del Burundi. Nel 1884 la Conferenza di Berlino regolò la spartizione delle colonie africane tra le potenze europee, ma la competizione tra Tedeschi e Britannici in Africa Orientale si concluse soltanto nel 1890, con la definizione delle colonie britanniche di Uganda e Kenya a nord, e della colonia dell'Africa Orientale Tedesca a sud, comprendente Ruanda, Burundi e Tanganica, mentre Zanzibar divenne un protettorato britannico.
L'Africa Orientale tedesca, sebbene molto estesa, non era strategicamente importante come quella britannica situata più a nord. Quelle tedesche erano infatti zone dal clima e dalla geomorfologia più inospitale. Le colonie britanniche, più fertili e adatte all'agricoltura, furono usate per coltivazioni commerciali e di esportazione come il caffè e il tè e per l'allevamento di bestiame da carne e da latte. Grazie anche alle condizioni climatiche favorevoli, i Britannici vi crearono città in stile europeo, come Nairobi o Entebbe, abitate da coloni. L'Italia, invece, a partire dalla colonia di Assab sul mar Rosso, conquistò l'Eritrea all'Etiopia nel 1882, e la Somalia nel 1890, ma fu sconfitta ad Adua dal negus Menelik II nel 1896, consentendo all'Etiopia di restare indipendente.
Con la dissoluzione dell'Impero tedesco nel 1918, la Società delle Nazioni affidò anche il Tanganica ai Britannici. In questo modo l'Africa Orientale Britannica venne a comprendere i quattro territori di Uganda, Kenya, Zanzibar e Tanganica. Il Ruanda-Urundi fu affidato invece al Belgio, che affidò il potere alla tradizionale nobiltà tutsi, che opprimeva la maggioranza hutu. Nel 1936, l'Italia fascista sconfisse infine l'imperatore Hailé Selassié, e l'Etiopia fu riunita a Somalia ed Eritrea nell'Africa Orientale Italiana, che tuttavia fu definitivamente dissolta nel 1941, nel corso della Seconda guerra mondiale.

#### La decolonizzazione
Al termine della Seconda guerra mondiale si verificò la dissoluzione dell'impero britannico, che cercò di portare gradualmente le colonie all'indipendenza e all'ingresso nel Commonwealth. In Tanganica tale processo fu guidato dal leader Julius Nyerere, che portò il Paese all'indipendenza nel 1961, seguito da Zanzibar nel 1963, e dalla loro federazione nella Tanzania. Il progetto di Nyerere e delle autorità coloniali britanniche era di confederare nell'unione anche Kenya e Uganda, tuttavia in Kenya i Kikuyu diedero vita alla rivolta dei Mau-Mau nel 1963, fondando una repubblica presidenziale guidata dal presidente Jomo Kenyatta, mentre l'Uganda ottenne l'indipendenza nel 1962 con una diarchia tra il primo ministro Milton Obote, federalista, e il re di Buganda, deposto nel '66. Mentre il Kenya intraprese una politica allineata con gli USA e un'economia integrata nel sistema capitalistico occidentale, nel 1967 il presidente tanzaniano Nyerere promosse con la dichiarazione di Arusha un progetto di sviluppo economico autarchico, basato sui villaggi africani (ujamaa), per far uscire il Paese da un'economia coloniale nel sistema capitalistico, ispirandosi al socialismo.
La decolonizzazione riguardò anche la colonia belga del Ruanda-Urundi, che portò alla nascita del Ruanda (1962) e del Burundi (1963). Il primo divenne una Repubblica con presidente Grégoire Kayibanda, espressione della maggioranza hutu, mentre il secondo rimase governato dall'oligarchia tutsi. Nel 1963 il Burundi invase il Ruanda per difendere i tutsi ruandesi. Nel 1965 le elezioni in Burundi furono vinte dalla maggioranza hutu, ma il potere fu occupato dal tutsi Michel Micombero con un golpe; nel 1972 a seguito di una rivolta degli Hutu, Micombero rispose con epurazioni etniche ai loro danni, causandone la fuga verso i Paesi confinanti. Nel 1973 anche il Ruanda divenne una dittatura con il golpe del generale hutu Juvénal Habyarimana.

#### La guerra fredda
In Uganda il presidente Obote, alleato della Tanzania socialista, fu scalzato nel 1971 dal colpo di Stato del generale Idi Amin Dada, che vi stabilì una dittatura militare filooccidentale. Il progetto di federazione delle tre ex-colonie britanniche nella Comunità dell'Africa Orientale (EAC) segnò una lunga battuta d'arresto, per le contrapposizioni dovute all'appartenenza a schieramenti opposti nella guerra fredda. A seguito dell'invasione ugandese della Tanzania, Idi Amin fu sconfitto e tornò al potere Obote, instaurando un governo autoritario. Anche Julius Nyerere ebbe una svolta autoritaria in Tanzania, con la revisione costituzionale del 1982 che impose il partito unico. Nel 1985 vi fu un secondo colpo di Stato contro Obote, del generale Okello, ma Yoweri Museveni, che già aveva combattuto Idi Amin a fianco di Obote, sconfisse anche Okello e prese il potere. Contro di lui, nel nord dell'Uganda si formò un partito fondamentalista cristiano guidato da Kony.
Il Burundi rimase controllato da un'oligarchia tutsi anche dopo Michel Micombero, cui successe Jean-Baptiste Bagaza negli anni '70 e '80, e Pierre Buyoya negli anni '80 e '90. Agli Hutu era vietato ogni ruolo di governo e la stessa istruzione superiore.

#### Il cammino verso il multipartitismo
In Burundi, alle prime elezioni multipartitiche del 1993, fu eletto Melchior Ndadaye, il candidato degli Hutu, ma fu assassinato dall'esercito, che era in mano ai Tutsi; in seguito anche il suo successore Cyprien Ntaryamira fu assassinato nel 1994. Alla notizia di ciò, nel Ruanda di Habyarimana la maggioranza Hutu scatenò una feroce epurazione etnica ai danni dei Tutsi ruandesi. Temendo il propagarsi della ribellione, in Burundi si formò per la prima volta un governo di coalizione tra Tutsi e Hutu. In seguito, Pierre Buyoya tornò al potere nel 1996, ma nel 2001 fu stabilito un nuovo Governo di unità nazionale, che portò nel 2005 all'elezione dell'hutu Pierre Nkurunziza, e nel 2009 all'ingresso di un generale hutu nell'esercito. Il Ruanda è governato dal 1994 da Paul Kagame, rieletto nel 2003 e nel 2010.

#### L'integrazione regionale
Il processo di federazione delle ex-colonie britanniche della Comunità dell'Africa Orientale (EAC) è rinato nel 2000, portando ad un'unione doganale nel 2005, con il progetto di un'unione politica. Nel 2007 anche Ruanda e Burundi si sono uniti all'EAC, seguiti nel 2016 dal Sudan del Sud.